# United States Special Representative for Afghanistan and Pakistan
Der United States Special Representative for Afghanistan and Pakistan (kurz SRAP) war ein Amt im State Department, das direkt dem Secretary of State untergeordnet war. Die Aufgabe bestand darin, die Aktivitäten des Außenministeriums in Afghanistan und Pakistan im Zuge des Afghanistankriegs zu koordinieren. Der SRAP ging im U.S. Special Representative for Afghanistan Reconciliation (SRAR, deutsch etwa: Sonderbeauftragter für Vermittlung in Afghanistan) auf. Mit dieser Aufgabe betraute die Regierung von Donald Trump im September 2018 Salmai Khalilsad. Er hatte sie bis zu seinem Rücktritt am 18. Oktober 2021 auch unter der nachfolgenden Regierung von Joe Biden inne. Ihm soll sein bisheriger Stellvertreter Thomas West nachfolgen, welcher seit dem 21. Januar 2021 diesen Posten innehatte.

## Repräsentanten
- Salmai Khalilsad (September 2018 bis 19. Oktober 2021)[4]
- Richard Olson (17. November 2015[5]–November 2016[6])
- Dan Feldman (1. August 2014[7]–18. September 2015[5])
- James Dobbins (10. Mai 2013[8]–31. Juli 2014[7])
- Marc Grossman (2011–14. Dezember 2012[9])
- Richard Holbrooke (22. Januar 2009[10]–13. Dezember 2010)